# Maekawa Kazuya
Maekawa Kazuya (sinh ngày 22 tháng 3 năm 1968) là một cầu thủ bóng đá người Nhật Bản.

## Đội tuyển bóng đá quốc gia Nhật Bản
Maekawa Kazuya thi đấu cho đội tuyển bóng đá quốc gia Nhật Bản từ năm 1992 đến 1996.

## Thống kê sự nghiệp
| Đội tuyển bóng đá Nhật Bản | Đội tuyển bóng đá Nhật Bản | Đội tuyển bóng đá Nhật Bản |
| Năm                        | Trận                       | Bàn                        |
| -------------------------- | -------------------------- | -------------------------- |
| 1992                       | 3                          | 0                          |
| 1993                       | 2                          | 0                          |
| 1994                       | 2                          | 0                          |
| 1995                       | 5                          | 0                          |
| 1996                       | 5                          | 0                          |
| Tổng cộng                  | 17                         | 0                          |